# Медичи ди Отаяно
Фамилията Мèдичи ди Отаяно (по-късно Отавиано) (на италиански: Medici di Ottajano) е един от кадетските клонове на Дом Медичи. Заедно с маркизите Медичи Торнакуинчи те са единственият клон на семейството, който все още съществува.

## История

### Произход
Родоначалникът е Отавиано де Медичи, произхождащ от далечен братовчед на Козимо Стари. Отавиано е женен за Бартоломеа Джуни, от която има Бернардето и Костанца, графиня на Доноратико. Той се жени повторно за Франческа Салвиати, внучка на Лоренцо Великолепни, от която има друг син, Алесандро, бъдещ папа Лъв XI. Бернардето се жени за Джулия де Медичи, дъщеря на херцога на Флоренция Алесандро, следователно произлизаща от клона на Козимо Стари и Лоренцо Великолепни, или от този, който става известен и известен като Кафаджоло.

### Феодали на Отаяно
Самият Бернардето купува феода Отаяно, по-късно Отавиано, от рода Гонзага ди Молфета за 50 000 дуката, като по този начин става член на неаполитанското благородничество. Прехвърлянет

о вероятно е причинено от някои разногласия с двора на Козимо I. Съпругата на Бернардето, Джулия де Медичи, се гордее с произхода си от Медичи и в двора на Козимо тя поисква да бъде третирана по същия начин като Великата херцогиня Елеонора от Толедо, причинявайки известно напрежение в семейството ѝ.
През следващите векове клонът на неаполитанските Медичи достига водеща позиция в аристокрацията на двете Сицилии. Сред членовете на династията са папа Лъв XI, кардинал Франческо де Медичи ди Отаяно – кондотиери на Светата римска църква, посланици, дон Луиджи де Медичи ди Отаяно – представител на Кралство Неапол на Виеския конгрес, както и Микеле де Медичи ди Отаяно – сенатор на кралство Италия.

### Съвремие
Клонът все още съществува през XXI век. Джовани Батиста претендира за себе си като 14-ти принц на Отаяно и 11-ти херцог на Сарно. След смъртта на Джовани Батиста през 2015 г. династическите титли преминават към най-големия му син Джулиано, който следователно приема титлата 15-ти принц на Отаяно и тази на 12-ти херцог на Сарно.
От 1959 г. други потомци са получили правото да използват пълното фамилно име de' Medici di Toscana di Ottaiano.
|  | Тази страница частично или изцяло представлява превод на страницата Medici di Ottajano в Уикипедия на италиански. Оригиналният текст, както и този превод, са защитени от Лиценза „Криейтив Комънс – Признание – Споделяне на споделеното“, а за съдържание, създадено преди юни 2009 година – от Лиценза за свободна документация на ГНУ. Прегледайте историята на редакциите на оригиналната страница, както и на преводната страница, за да видите списъка на съавторите. ВАЖНО: Този шаблон се отнася единствено до авторските права върху съдържанието на статията. Добавянето му не отменя изискването да се посочват конкретни източници на твърденията, които да бъдат благонадеждни. |